# Ampsin
Ampsin (în valonă Amsin) este un sector al comunei Amay, situată în provincia Liège din Regiunea Valonă.
Ampsin a fost ea însăși o comună cu administrație proprie înainte de fuziunea comunelor din 1977. Pe 31 decembrie 2009, în Ampsin erau înregistrați 3406 locuitori, din care 26 de rezidenți străini.

## Evoluția demografică
- Surse: Institutul Național de Statistică și Comuna Amay;

Notă: pentru perioada 1806-1970 au fost folosite datele recensămintelor; pentru 1976, 1979 și 2005 a fost folosit numărul locuitorilor la 31 decembrie;